# Асвејско језеро
Асвеја (блр. Асвейскае; рус. Освейское) језеро је у Горњодвинском рејону Витепске области, на крајњем северу Републике Белорусије. Језеро се налази недалеко од границе са Себешким рејоном Псковске области и са Летонијом.
Са површином од 52,8 км² друго је по величини језеро у Белорусији, после језера Нарач. Проточно је језеро и његов басен припада басену реке Западне Двине.
Јужно од језера налази се варошица Асвеја.

## Физичке карактеристике
Језерска депресија има овалан облик и протеже се у правцу југозапад-североисток дужином од 11,4 км, док је максимална ширина до 7,8 км. Обала је доста равна и јако слабо разуђена, а укупна дужина обалске линије је 33,4 км. Обале су доста ниске и у највећем делу замочварене. 
У средишњем делу језера налази се велико острво површине око 4,85 км² (и висине до 30 метара). Просечна дубина језера је око 2 метра, и чак 70% језера је са тим дубинама, док је максимална дубина до 7,5 метара. Вода има смањен садржај минерала (око 125 мг/л), а провидност је нешто преко 2 метра. 
Проток воде кроз језеро је доста слаб, те је степен еутрофикације воде доста висок. У језеро се улива река Видринка, неколико мањих поточића (од којих већина током лета пресуши), док је преко канала Дегтјаровка повезано са језером Лисна.
Око 80% дна је прекривено глиновитим и песковитим муљем и сапропелом. Веће количине песковитог муља налазе се дуж североисточне обале.

## Живи свет
Како језеро одликује висок степен еутрофикације, то значи да је готово цела површина језера прекривена густом вегетацијом. Најгушћа вегетација је дуж североисточних и северних обала где се флористички појас пружа и до 400 метара од обале. Дуж северозападне обале налази се пространије мочварно подручје које је погодно за гнежђење птица мочварица (посебно су бројни црвенокљуни лабудови и мали галебови). Дно је ослобођено присуства вегетације једино на дубинама већим од 3 метра. 
Од рибљих врста у језеру најбројније су деверика, смуђ, штука, манић и шаран. Најбројнији сисари су европски дабар и бизамски пацов. 